# Hydrophorus balticus
Hydrophorus balticus är en tvåvingeart som först beskrevs av Johann Wilhelm Meigen 1824.  Hydrophorus balticus ingår i släktet Hydrophorus och familjen styltflugor. Arten är reproducerande i Sverige. Inga underarter finns listade i Catalogue of Life.

## Bildgalleri

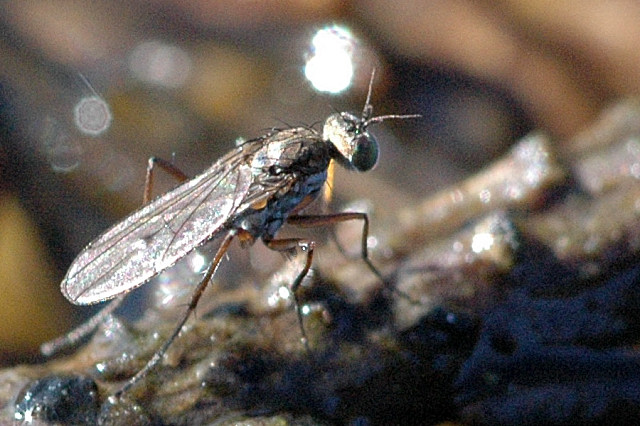